# تومه
تومه (به اسپانیایی: Tomé) یک شهرستان‌ در شیلی است که در استان کنسپسیون (شیلی) واقع شده‌است. تومه ۴۹۴٫۵ کیلومترمربع مساحت و ۵۳٬۲۱۹ نفر جمعیت دارد و ۱۲ متر بالاتر از سطح دریا واقع شده.